# Gosne
Cet article concerne un cours d'eau français. Pour la commune d'Ille-et-Vilaine, voir Gosné.
La Gosne est une rivière française du département de la Creuse, en région Nouvelle-Aquitaine, affluent du Taurion et sous-affluent de la Loire par la Vienne.

## Géographie

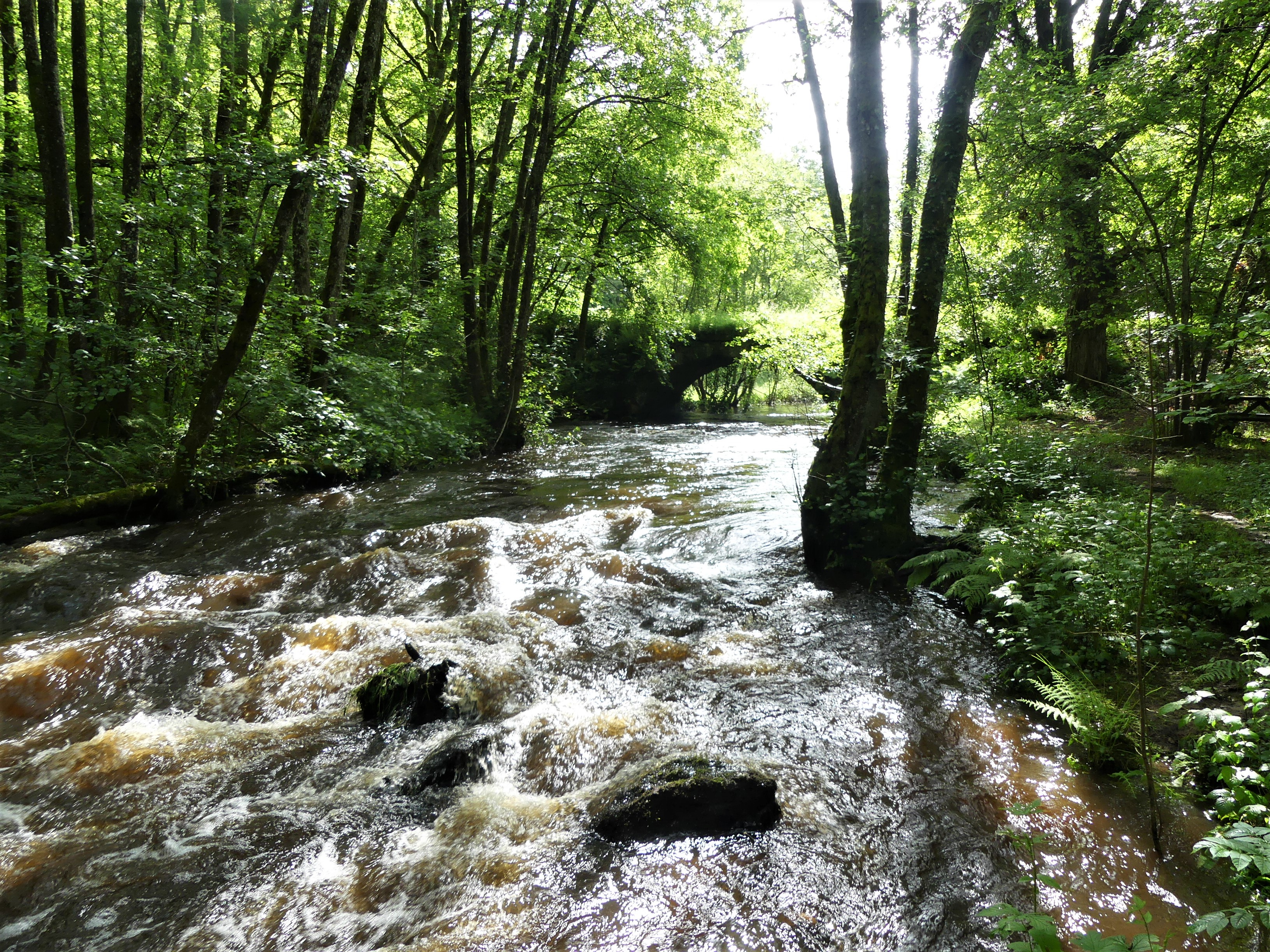
La Gosne en aval du pont-Périt (visible au fond).

La Gosne naît au niveau d'un étang, dans le département de la Creuse à 616 mètres d’altitude, au lieu-dit les Mouillères, sur la commune de Saint-Michel-de-Veisse, trois kilomètres au nord-ouest du bourg.
Au sortir de cet étang, elle est franchie par la route départementale (RD) 16, prend la direction du nord-est sur un kilomètre et demi puis oblique au nord-ouest. Après avoir alimenté deux étangs successifs, elle passe de nouveau sous la RD 16 puis, un kilomètre au sud-ouest du bourg de Saint-Sulpice-les-Champs, sous la RD 43. Elle est grossie sur sa droite par le ruisseau d'Eau, autre nom du ruisseau de Yoreix, avant de passer sous la RD 45. Elle reçoit en rive droite le ruisseau de la Chapelle (ou ruisseau de Sous Parsat) et prend alors la direction de l'ouest-sud-ouest tout en sinuant.
Elle est franchie par la RD 3 près du Moulin de Parouty et reçoit le ruisseau de Théolissat en rive gauche, puis le ruisseau de la Chapelle — homonyme du précédent mais correspondant à la partie aval du ruisseau de l'Étang — en rive droite. Elle passe à nouveau sous la RD 43 au lieu-dit le Puy Chalard, puis une troisième fois, 200 mètres avant le pont-Périt (ou pont Péri).
Elle contourne le bourg de Saint-Hilaire-le-Château par le nord puis l'ouest, passant successivement sous les RD 34 et 941, cent mètres avant de rejoindre le Taurion en rive droite, à 449 mètres d'altitude.
S'écoulant globalement  d'est en ouest, la Gosne est longue de 19,5 km.

### Communes et département traversés
La Gosne arrose quatre communes dans le département de la Creuse, soit d'amont vers l'aval : Saint-Michel-de-Veisse (source), Saint-Sulpice-les-Champs, Saint-Georges-la-Pouge et Saint-Hilaire-le-Château (confluence avec le Taurion).

### Bassin versant
Son bassin versant est compris dans la zone hydrographique « le Taurion de la Banize à la Gosne ».
Outre les quatre communes baignées par la Gosne, le bassin en concerne également six autres : 
- La Chapelle-Saint-Martial, Maisonnisses et Sardent baignées par le ruisseau de la Genête et le ruisseau de l'Étang[2] ;
- Le Donzeil et Fransèches baignées par le Yoreix[3] ;
- Sous-Parsat baignée par le ruisseau de Sous-Parsat[4].

### Affluents
Les quatre affluents répertoriés par le Sandre sont, d'amont vers l'aval :
- le Yoreix, ou ruisseau de Yoreix, ou ruisseau de Lubeix en amont, ou ruisseau d'Eau en aval, long de 3,6 km en rive droite[3] ;
- le Sous Parsat, ou ruisseau de Sous-Parsat, ou ruisseau de la Chapelle dans sa partie aval[note 1] (8,2 km) en rive droite[4] ;
- le Théolissat ou ruisseau de Théolissat (4,8 km) en rive gauche[5] ;
- l'Étang ou ruisseau de l'Étang, ou ruisseau de la Chapelle[note 1], ou ruisseau de la Genête (9,7 km) en rive droite[2].

Chacun d'entre eux ayant un ou plusieurs affluents mais aucun sous-affluent, le nombre de Strahler de la Gosne est donc de trois.

## Galerie de photos

La Gosne à Saint-Hilaire-le-Château
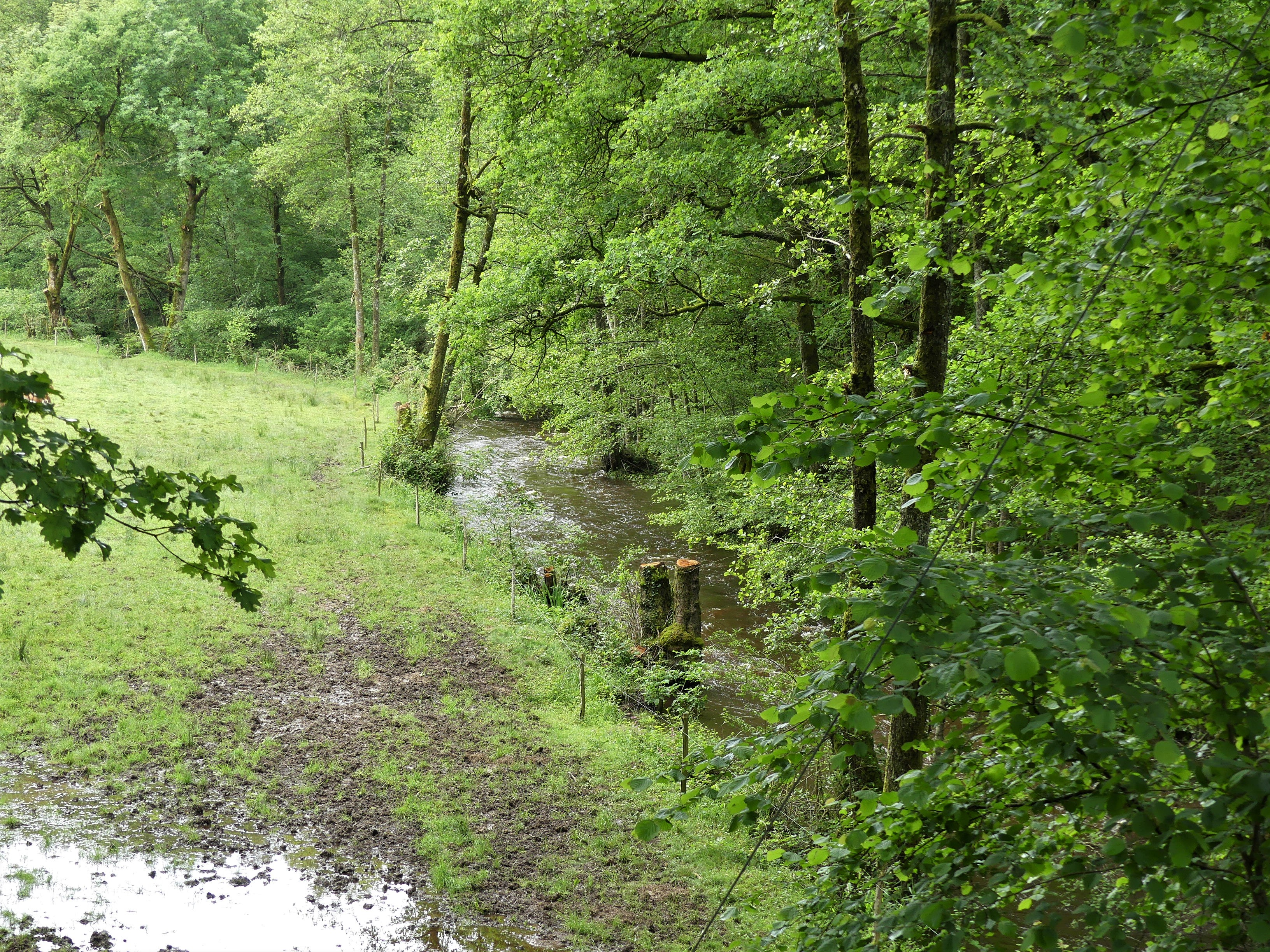
Au pont de la RD 43.
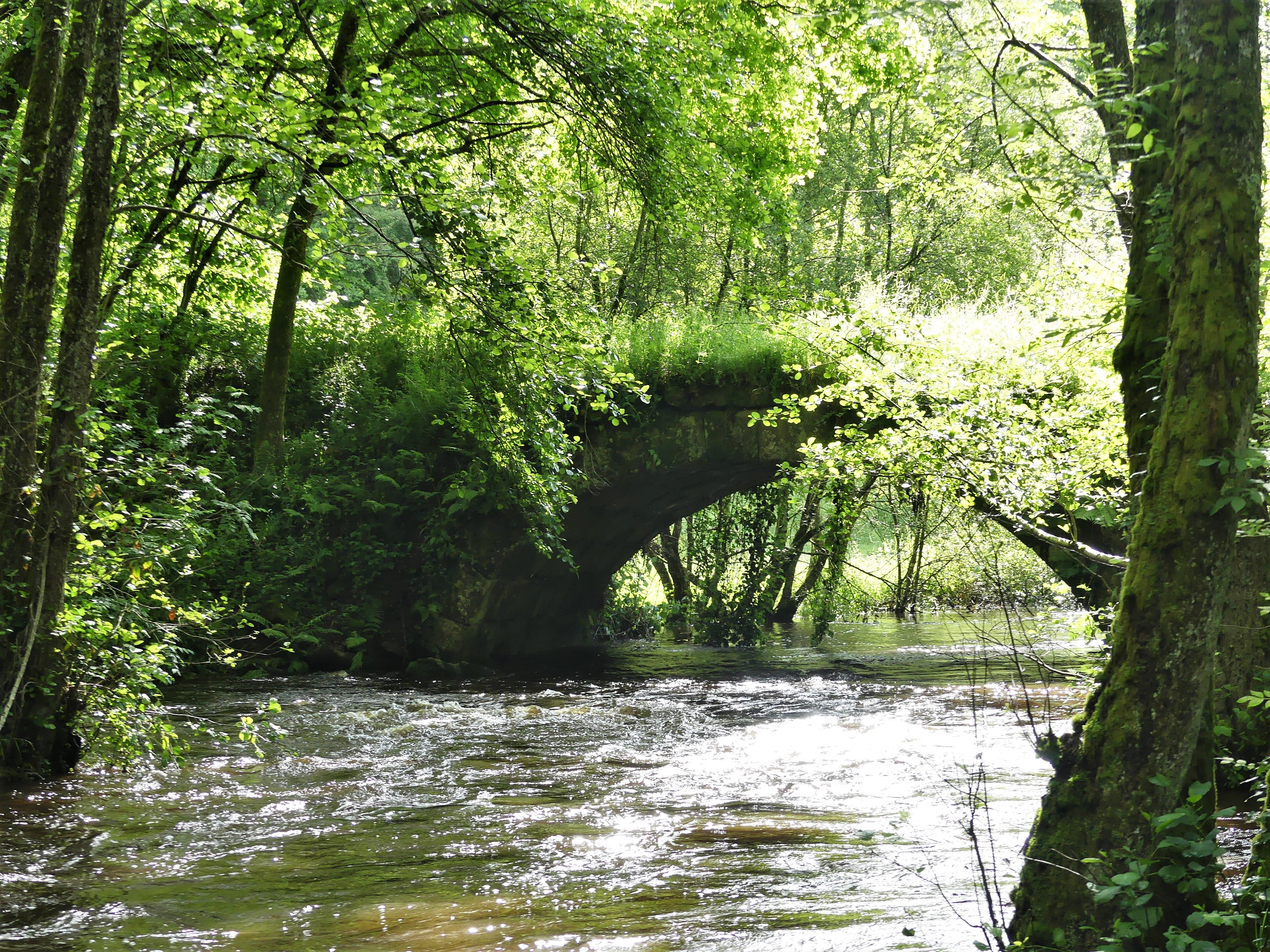
Le pont-Périt recouvert d'herbes.
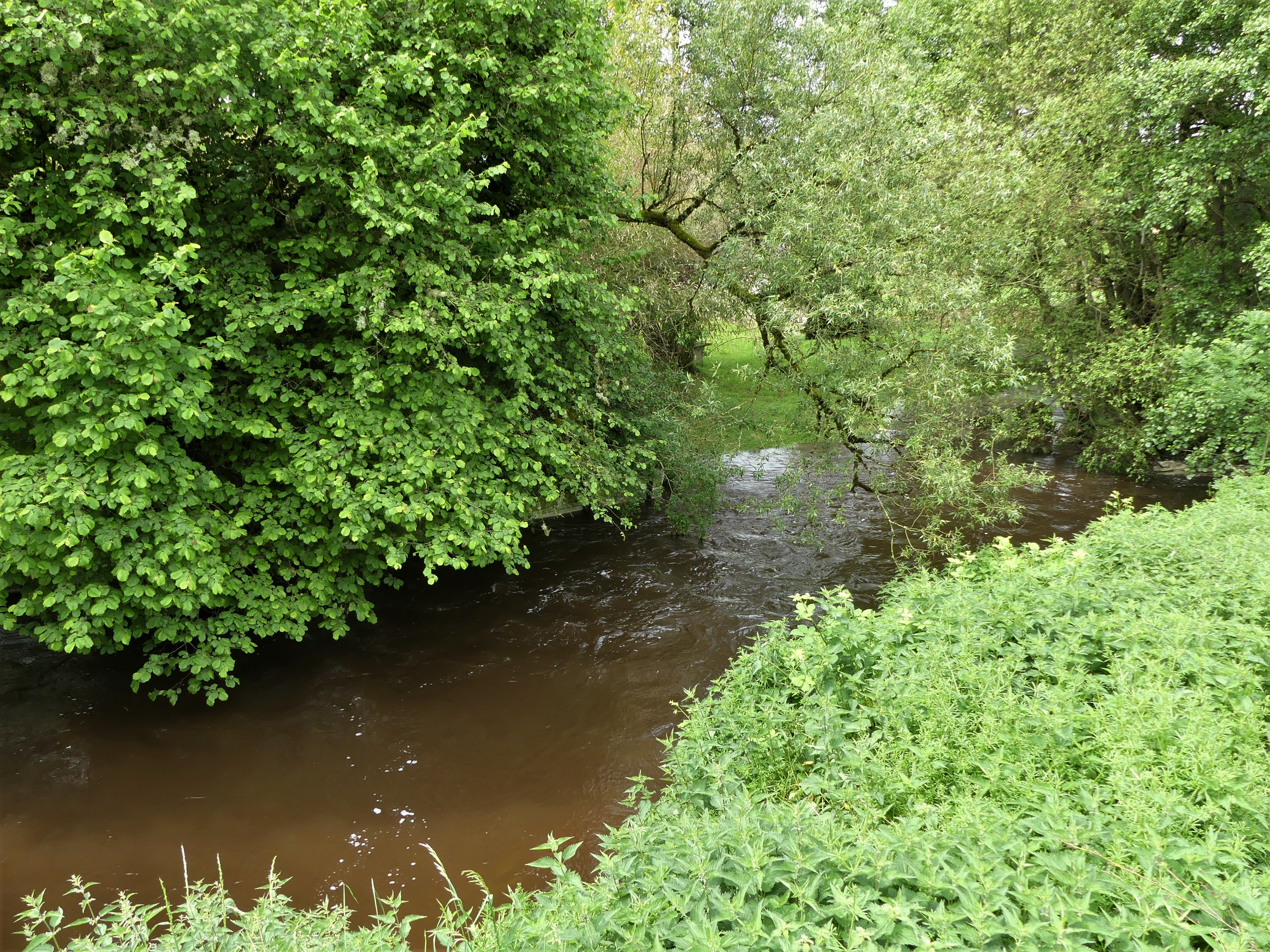
Au pont de la RD 34.